# Nyílfarkú pipra
A nyílfarkú pipra (Chiroxiphia linearis) a madarak osztályának verébalakúak (Passeriformes) rendjébe és a piprafélék (Pipridae) családjába tartozó faj.

## Rendszerezése
A fajt Charles Lucien Jules Laurent Bonaparte francia ornitológus írta le 1838-ban, a Pipra  nembe Pipra linearis néven.

## Alfajai
- Chiroxiphia linearis fastuosa (Lesson, 1842)
- Chiroxiphia linearis linearis (Bonaparte, 1838)[2]

## Előfordulása
Mexikó déli részén, Costa Rica, Guatemala, Honduras, Nicaragua és Salvador területén honos. Természetes élőhelyei a szubtrópusi és trópusi síkvidéki és hegyi esőerdők, mangroveerdők és lombhullató erdők. Nyitottabb területek, mint például az erdőszélék, partmenti mocsarak és vízfolyások lakója. Állandó, nem vonuló faj.

## Megjelenése
A hím tollazata fekete, hátán kék köpenyszerű folttal, feje teteje vörös. Két 12 centiméter hosszú, fekete faroktolla van. A tojó olívazöld színű, világosabb hassal.

## Életmódja
Gyümölcsökkel és rovarokkal táplálkozik.

## Szaporodása
Jellemző rájuk a csoportos násztánc.

## Természetvédelmi helyzete
Az elterjedési területe elég nagy, egyedszáma pedig stabil. A Természetvédelmi Világszövetség Vörös listáján nem veszélyeztetett fajként szerepel.